# سینمای کره شمالی

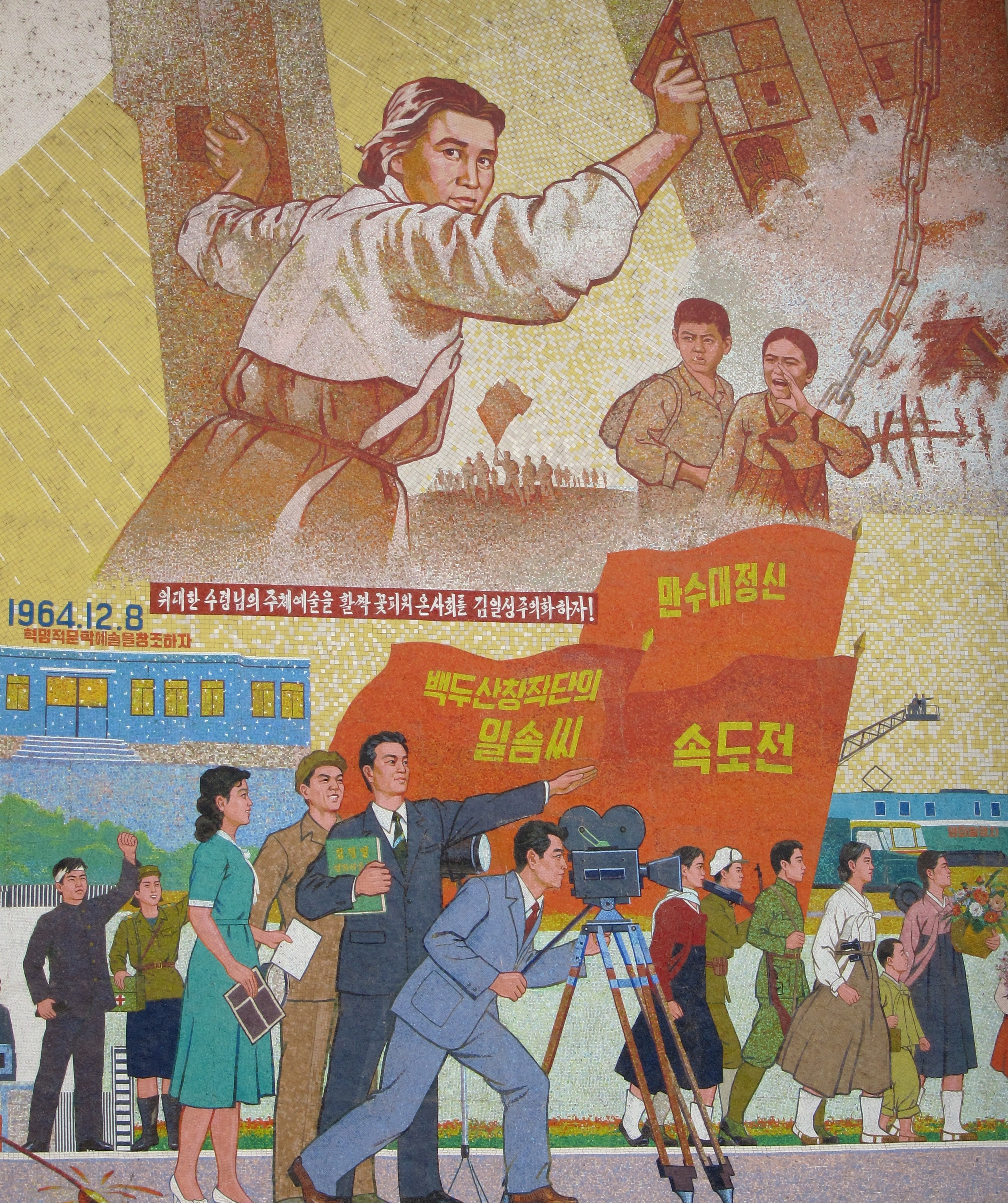
نقاشی دیواری در استودیوی فیلم پیونگ‌یانگ

سینمای کره شمالی (انگلیسی: Cinema of North Korea) به فیلم‌های تولید شده در کره شمالی گفته می‌شود. با توجه به ماهیت جداشده و ایزوله این کشور، یافتن اطلاعات درست در مورد آن، به خصوص اطلاعات بی‌طرفانه، دشوار است. ارزیابی خارجی از این سینما، اغلب تحقیرآمیز است در حالی که بیانیه‌های رسمی این کشور در مورد سینمای خود، شامل عباراتی همچون «فیلم‌های سطح اول طبق استانداردهای جهانی»، «فوق‌العاده‌ترین فیلمی که تاکنون ساخته شده» و «فیلم‌های ماندگار، محبوب و انقلابی» می‌شود. 
تخمین تعداد فیلم‌های تولید شده در کره شمالی در هر سال، دشوار است. در ۱۹۹۲، مجله آسیاویک گزارش داد که در کره شمالی، سالانه ۸۰ فیلم تولید می‌شود. در گزارشی از بی‌بی‌سی در ۲۰۰۱، این رقم، ۶۰ فیلم در سال ذکر شده‌است. مجله بنیاد فیلم بریتانیا گزارش داد که از دهه ۱۹۶۰ تا ۱۹۹۰، به‌طور متوسط، ۲۰ فیلم در سال در این سینما تولید شده‌است. با این‌همه، با توجه به مشکلات اقتصادی پدید آمده در کره شمالی، پس از فروپاشی اتحاد جماهیر سوسیالیستی شوروی، این تعداد کاهش یافته‌است و این سینما، از سال ۲۰۰۰ تا ۲۰۰۹، تنها ۵ فیلم در سال تولید کرده‌است. 